# Booming System
Albums de Lord Kossity
El Indio
(2003) Danger Zone
(2006)
Booming System est le sixième album du musicien français Lord Kossity, sorti en 2005 sur le label U.M.G.

## Liste des titres
| No  | Titre                                           | Durée |
| --- | ----------------------------------------------- | ----- |
| 1.  | Intro                                           | 0:44  |
| 2.  | Hey Sexy Wow (feat. Chico)                      | 3:16  |
| 3.  | Booming System (feat. Junior Lee)               | 4:18  |
| 4.  | Oh No (Judgment Day) (feat. Kool Shen)          | 3:36  |
| 5.  | J'ai pas le temps                               | 3:30  |
| 6.  | Kartelude (Vybz Kartel)                         | 0:27  |
| 7.  | Dead Dead (feat. Vybz Kartel)                   | 3:28  |
| 8.  | Dolly                                           | 3:25  |
| 9.  | Move Inside (feat. Shaggy and Keisheira)        | 2:57  |
| 10. | Narvallo                                        | 3:27  |
| 11. | Gifta 'n Vibes (Selecta Gifta)                  | 0:43  |
| 12. | Seconde Chance (feat. Jodie Resther)            | 3:31  |
| 13. | Niagalang (feat. Nazareken)                     | 3:52  |
| 14. | Athletic (feat. Elephant Man)                   | 3:56  |
| 15. | Dancehall Soldiers (feat. Daddy Morry and Krys) | 3:07  |
| 16. | Elle est folle                                  | 3:02  |
| 17. | Toutes bonnes                                   | 4:05  |
| 18. | Femme fatale (feat. Toots)                      | 4:09  |
| 19. | Zone rouge (feat. Jonas)                        | 8:27  |

À noter que le titre 19 "Zone Rouge" contient un morceau caché débutant à 5:20 intitulé "Débouche Le Champagne" en feat. avec Dax Ryder.